# شخصيات لم ينصفها التاريخ (مسلسل)
شخصيات لم ينصفها التاريخ هو مسلسل تلفزيوني عراقي عرض في عام 2001.

## فكرة المسلسل
مسلسل تاريخي يتناول الشخصيات التي لم ينصفها التاريخ من خلال نشر سيرها وقصصها.

## الممثلون
- جواد الشكرجي
- كريم محسن
- عز الدين طابو
- محمد هاشم
- إياد الطائي
- سلمى سالم
- عبير فريد
- عقيل إبراهيم
- مهدي الحسيني
- فاضل عباس
- غالب جواد
- أسماء صفاء
- زياد الهلالي